# نمایاب کارگردان
نمایاب کارگردان یا منظره یاب کارگردان نمایابی است که توسط کارگردانان فیلم و فیلمبرداران برای تنظیم کادر یک فیلم سینمایی یا دوربین فیلم‌برداری استفاده می‌شود. سه نوع نمایاب کارگردان وجود دارد.

## سنتی

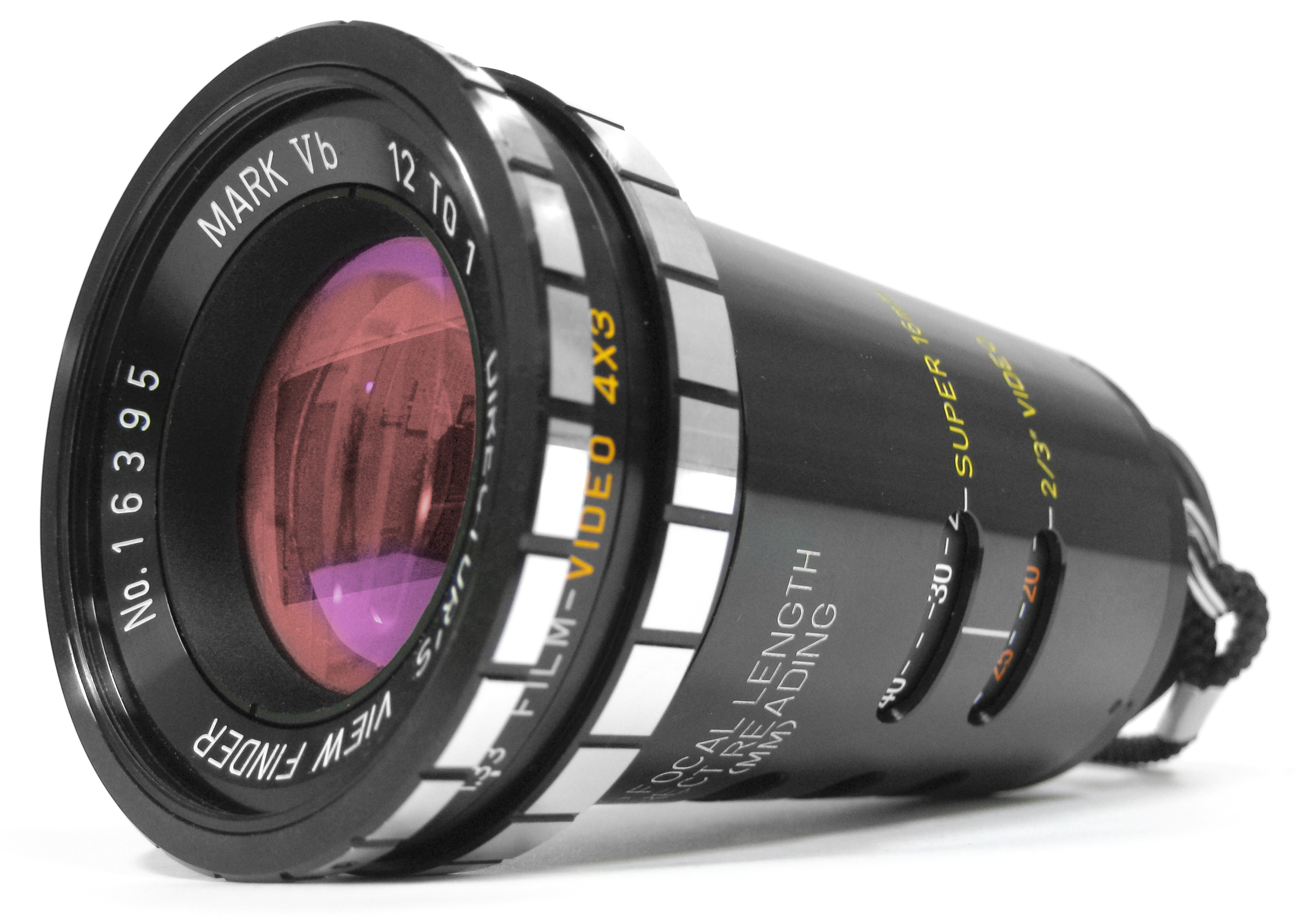
نمایاب کارگردان سنتی Alan Gordon Mark Vb

سنتی‌ترین نمایاب کارگردان مانند یک تلسکوپ کوتاه به نظر می‌رسد، می‌توان آن را به راحتی در یک دست نگه داشت و اغلب به صورت آویزان از یک طناب روی گردن کارگردان دیده می‌شود. گاهی در اروپا "Tewe" نامیده می‌شود (از نام یک شرکت آلمانی که آنها را تولید می‌کند). عملکرد این دستگاه‌ها از این جهت محدود است که فقط به مشاهده میدان دید لنزهایی که در دوربین فیلمبرداری استفاده می‌شوند کمک می‌کنند، اما ویژگی‌های آن لنز را مشاهده نمی‌کنند. این نوع منظره یاب به کاربر این امکان را می‌دهد که چندین فرمت دوربین، نسبت تصویر و فاصله کانونی را در یک محدوده خاص انتخاب کند.
دوربین‌های فیلم متحرک اولیه مانند Mitchell Camera BNCR، دوربین‌های بازتاب یاب نبودند. در عوض یک منظره یاب شبیه به Alan Gordon Mark Vb که در کنار دوربین پیچ شده بود توسط اپراتور دوربین برای کادربندی یک عکس در هنگام فیلمبرداری استفاده شد. در بین برداشت‌ها، دوربین می‌تواند برای مشاهده لنز واقعی به حالت «قلابی» قرار گیرد.

## لنز یاب
نوع دوم که منظره یاب کارگردان نیز نامیده می‌شود، اما گاهی به عنوان لنز یاب نیز نامیده می‌شود، دستگاهی بزرگتر از منظره یاب سنتی است و از لنزهایی استفاده می‌کند که برای استفاده در دوربین فیلمبرداری در نظر گرفته شده‌است. اینها به کارگردان و فیلمبردار این امکان را می‌دهد که نه تنها میدان دید، بلکه شخصیت لنز را از نظر عمق میدان، انحراف نوری و «احساس ذهنی» کلی مشاهده کنند. این دستگاه‌ها هنوز در مجموعه‌های فیلم رایج هستند، و اجازه می‌دهند عکس‌ها بدون نیاز به استفاده از دوربین فیلم‌برداری به‌عنوان یک دستگاه تماشا، قاب شوند. لنز یاب‌ها مختص فرمت دوربین هستند و به لنزهایی نیاز دارند که در تولید استفاده خواهند شد. آنها را فقط یک نفر می‌تواند در یک زمان مشاهده کند.
تغییراتی برای سیستم‌های نصب لنز مختلف وجود دارد، معمولاً پایه‌های آری پی ال، Arri LPL, Panavision PV mount , Panavision SP70 و Mitchell BNCR. در مدل‌هایی مانند منظره یاب کارگردان نهایی کیش اپتیک، امکانات دیگری مانند افزودن کمک تصویری در دسترس قرار گرفته‌است.

## اپلیکیشن گوشی هوشمند
در سال ۲۰۰۸ نوع سوم منظره یاب به صنعت تصاویر متحرک معرفی شد: منظره یاب‌های مبتنی بر نرم‌افزار که از دستگاه‌های iPhone، iPad یا Android برای تکرار عملکرد منظره یاب سنتی استفاده می‌کنند. این راه‌حل‌های نرم‌افزاری مجموعه‌ای از عملکردهای اضافی مانند توانایی گرفتن و ذخیره تصاویر با برچسب‌های GPS، ایجاد خطوط فریم برای تعریف نسبت ابعاد خاص (تصویر)، ایجاد پوشش‌ها و ثبت اطلاعات مربوط به برنامه‌ریزی عکس‌ها را امکان‌پذیر می‌سازد. با استفاده از آی‌پدها و رسانه‌های دیجیتالی که جای استوری‌بردهای سنتی و خرابی‌های اسکریپت چاپی را می‌گیرند، برنامه‌های منظره یاب دیجیتالی همچنین می‌توانند توالی‌های ویدیویی را ضبط کنند و سطح بسیار بالاتری از جزئیات را در پیش تولید فراهم کنند. آنها همچنین به‌طور قابل توجهی ارزان‌تر از دو دستگاه فیزیکی اول هستند، که انعطاف‌پذیری و عملکرد بیشتر منظره یاب سنتی را ارائه می‌دهند، اما فاقد ویژگی‌های ارزیابی بحرانی لنز یاب هستند.